# Iordan Iovcev
Iordan Iovcev (în bulgară Йордан Йовчев; n. 24 februarie 1973, Plovdiv, Republica Populară Bulgaria) este un gimnast artistic ce a reprezentat Bulgaria, medaliat olimpic. A participat la 6 ediții ale Jocurilor Olimpice (1992, 1996, 2000, 2004, 2008, 2012) în care a câștigat o medalie de argint și 3 medalii de bronz.